# Gutshaus Dargibell

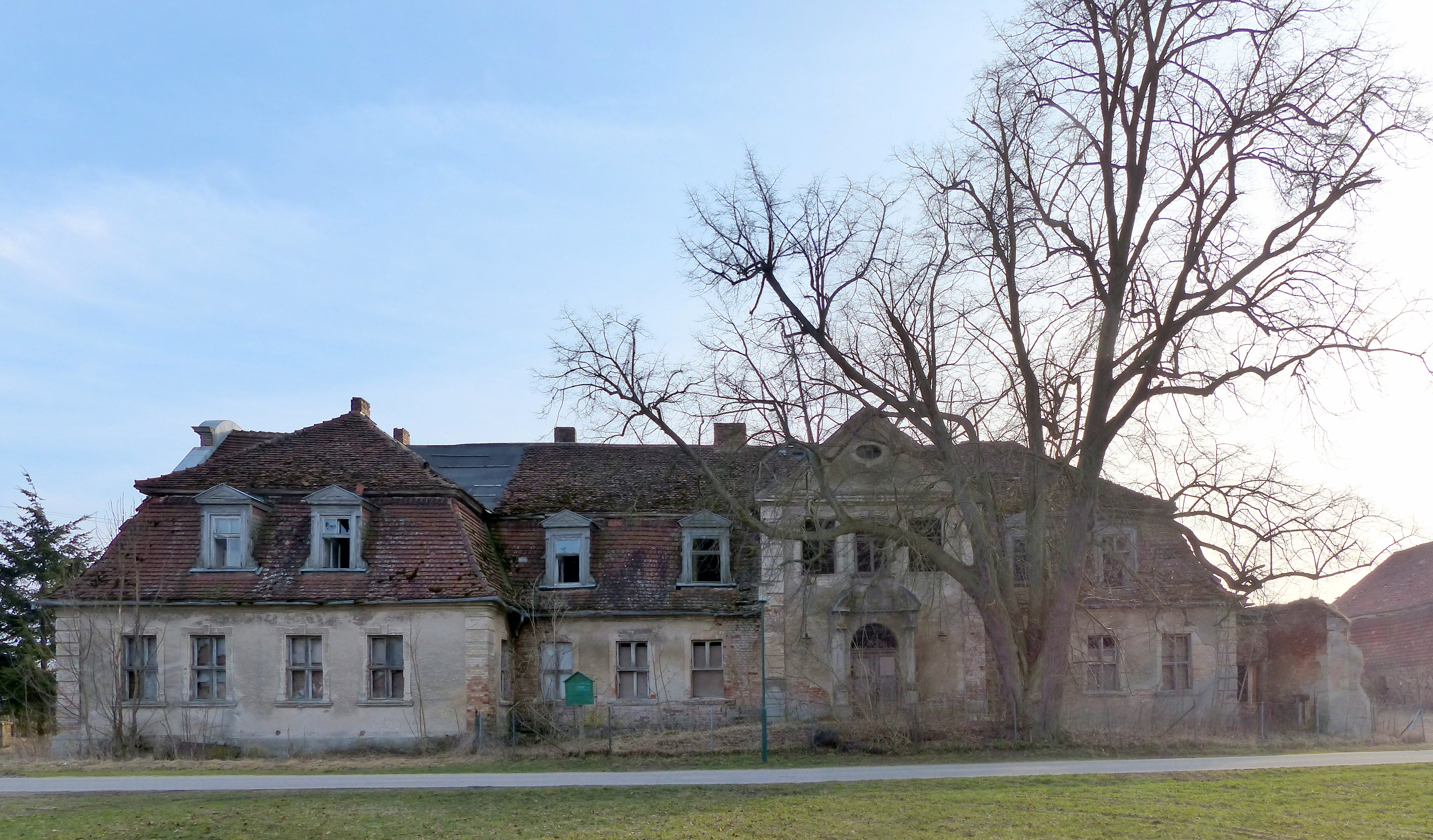
Gutshaus Dargibell

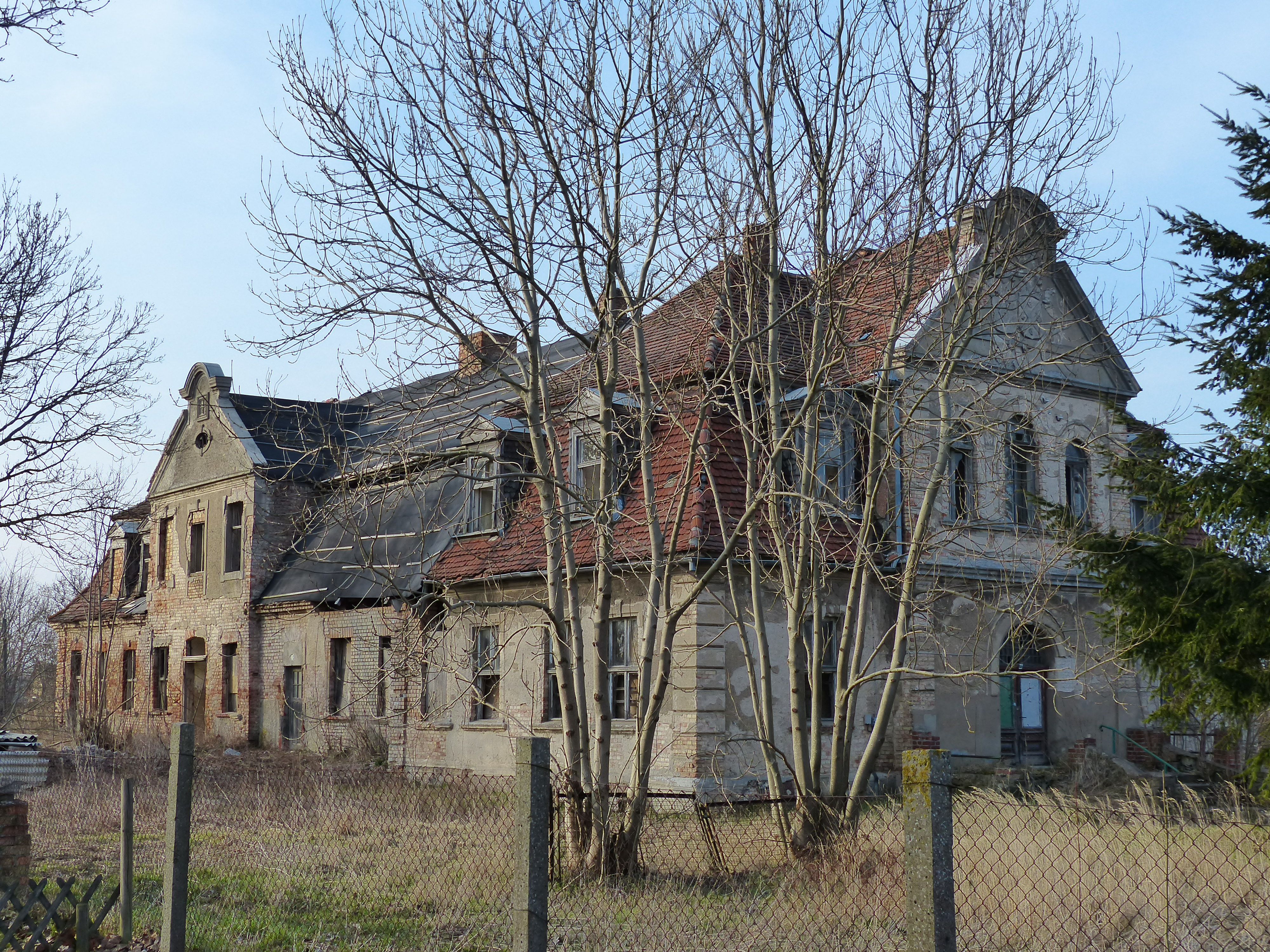
Ansicht von Süden

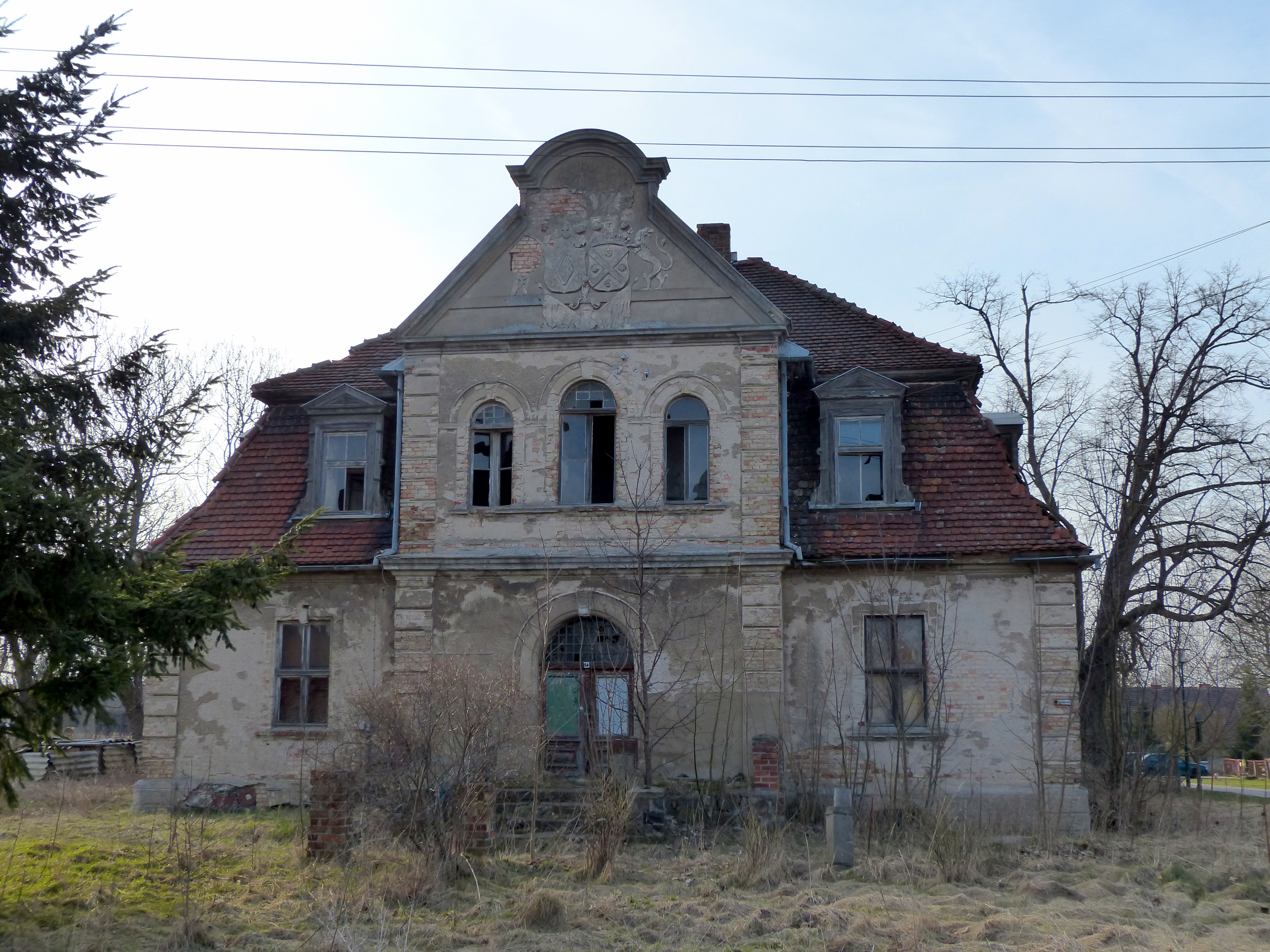
Südostseite

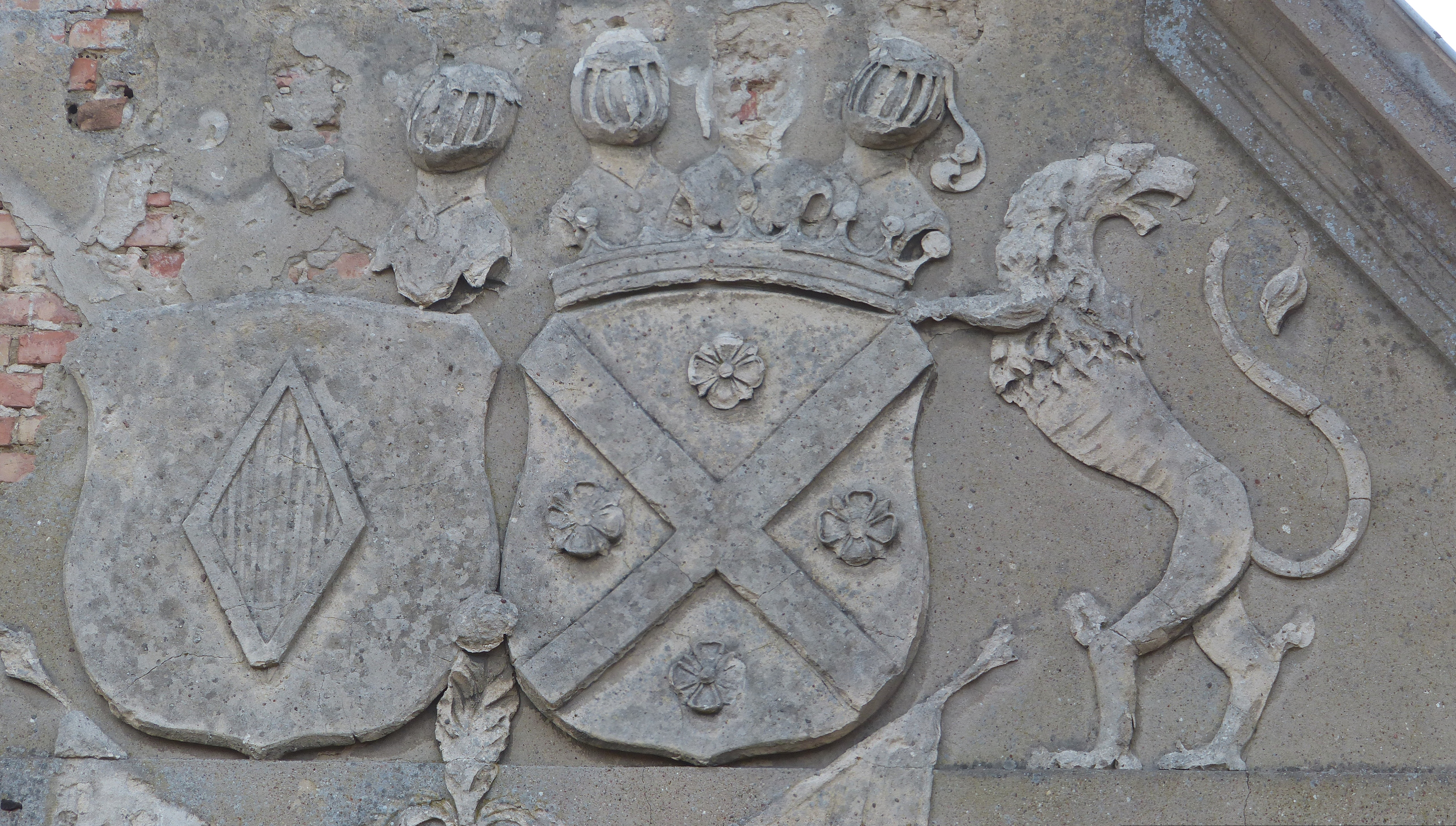
Allianzwappen Schwerin-Kanitz

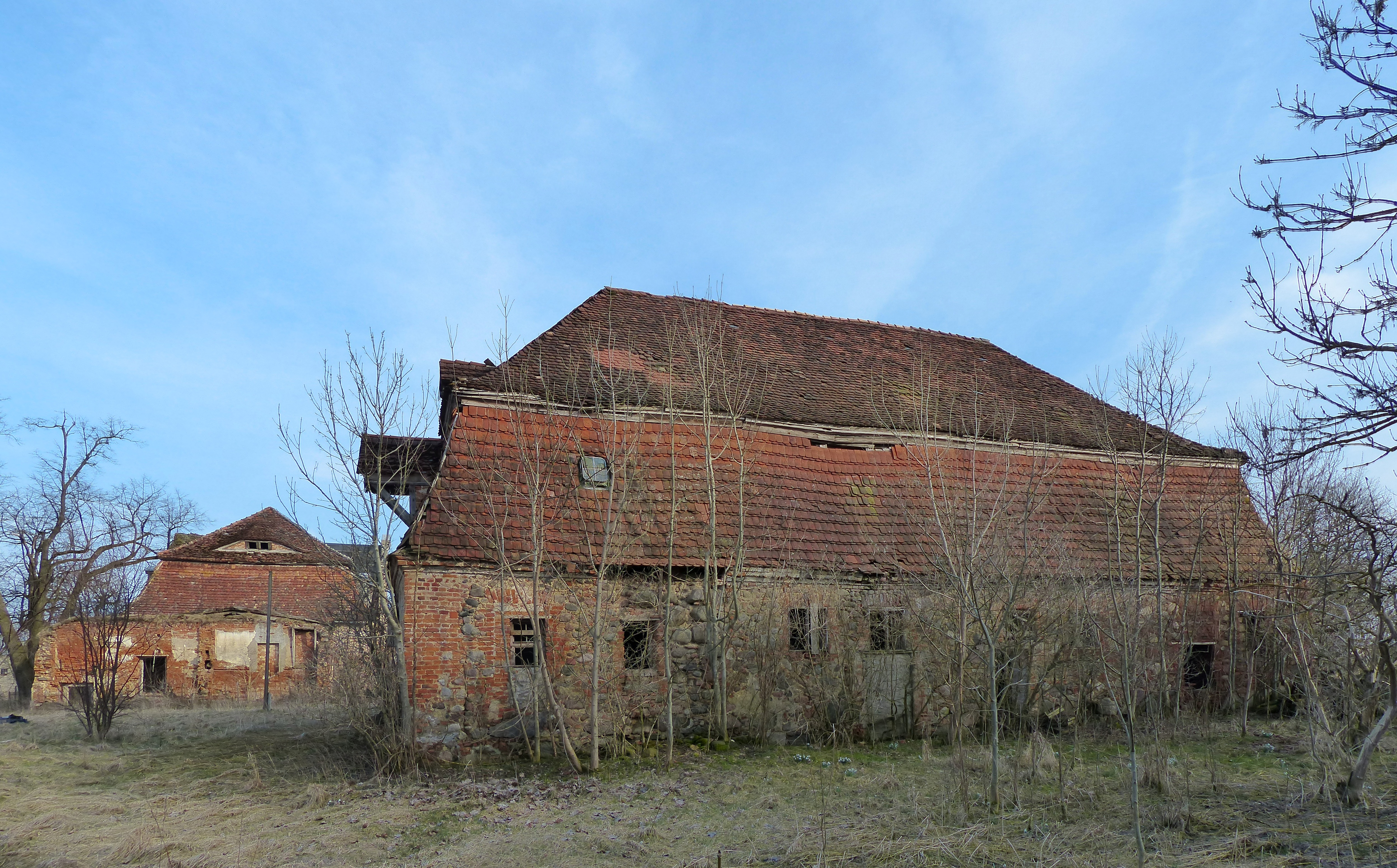
Wirtschaftsgebäude

Das Gutshaus Dargibell ist ein Herrenhaus im Ortsteil Dargibell der Gemeinde Neu Kosenow im Landkreis Vorpommern-Greifswald.

## Geschichte
Das Gut Dargibell war seit 1651 im Besitz der Familie von Eickstedt, die sich gleich danach dieses Haus erbauen ließ. In der Mitte des 18. Jahrhunderts wurde das Herrenhaus um- und ausgebaut, so wie es sich heute präsentiert. Am 30. Juli 1761 verkaufte Leonhard von Eickstedt das Gut Dargibell an den General Otto Martin von Schwerin. Zwischen 1851 und 1860 gehörte das Gut dem Hauptmann Adolf Louis Wilhelm von Happe (1803–1879), wurde dann aber von Bernhard von Schwerin-Busow (1831–1906) zurückgekauft. Bernhard von Schwerin war mit Wally von Katte liiert und neben Busow und Luisenhof, 562 ha, des Weiteren Gutsherr auf Ducherow mit Vorwerk Mollwitz, 1089 ha, und eben auch Grundherr auf Dargibell, 525 ha.
In der zweiten Hälfte des 19. Jahrhunderts wurde das Gutshaus erweitert. Eine tiefgreifende Umgestaltung in historisierenden Formen erfolgte zwischen 1880 und 1890.
1894 erbte der Sohn des Bernhard von Schwerin, Ulrich von Schwerin (1865–1946), Gut und Herrenhaus Dargibell. Er war mit Klara Gräfin von Kanitz (1870–1932), Tochter des Generals Rudolf von Kanitz, verheiratet. Von diesem Paar zeugt das Allianzwappen am Giebel.
1906 zog die Familie nach dem Tod von Bernhard nach Ducherow, das Dargibeller Gutshaus war wie weitere Herrensitze der Schwerins vermietet. 1934 zog die Kreisschule der NSDAP ein. Letzter Gutsherr war Otto Martin Graf Schwerin. Er lebte mit seiner Frau Alexandra Baronesse Gerschau von Flotow und den Kindern in Ducherow. Der Besitz Dargibell betrug 1942 nach dem Gothaischen Genealogischen Taschenbuch konkret noch 528 ha.
1945 wurde die Familie von Schwerin im Zuge der Bodenreform in Deutschland enteignet. Im Gutshaus wurden Flüchtlinge und Vertriebene untergebracht. Die örtliche LPG und die Gemeinde nutzten ab 1958 das Gebäude als Verwaltungssitz. Neben einem Speiseraum wurden der Kindergarten und eine Konsum-Verkaufsstelle im Haus untergebracht. Nach der Wende wurde das Gutshaus leergezogen. Aus dem ungesicherten Gebäude wurden unter anderem Fußbodenfliesen und Wandverkleidungen entwendet. Es erfolgten mehrere Eigentümerwechsel, jedoch keine wesentlichen Bauunterhaltungsmaßnahmen. Nur das Dach wurde notdürftig gesichert. Das Gebäude ist in einem deutlich erkennbar schlechten Zustand und dem Verfall ausgesetzt.
Von besonderen Wert sind die Neorokoko-Stuckreliefs im Gartensaal sowie Wandschränke und die Treppe im englischen Landhausstil in der Eingangshalle.

## Anlage
Das Gutshaus ist ein eingeschossiger langgestreckter Putzbau mit Mansarddach. Bei den Umbauarbeiten Ende des 19. Jahrhunderts bekam das Gebäude den dreiachsigen, zweigeschossigen Mittelrisalit mit einem Rundbogenportal an der Nordseite, dem ein von zwei Säulen getragener gesprengter Giebel portikusartig vorgesetzt wurde. Im Frontispiz befindet sich ein Ochsenauge. In der südlichen Parkseite befindet sich ebenfalls ein dreiachsiger flacher, deutlich schlichterer Mittelrisalit.
Der flügelartige Anbau an der Südostseite wird durch einen flachen zweigeschossigen Mittelrisaliten geprägt, in dessen unterer Etage sich ebenfalls ein Rundportal befindet. Im Frontispiz befinden sich die Reste eines Allianzwappenreliefs der Familien von Schwerin und von Kanitz.
An der Nordwestseite befindet sich im oberen Dachbereich eine Fledermausgaube. Von einem Anbau sind nur Mauerreste erhalten.
Außer der Eingangshalle und dem Saal hat das Gebäude 19 Zimmer. Die Eingangshalle war im englischen Landhausstil eingerichtet, mit Holzpanelen und darin eingearbeiteten Wandschränken ausgestattet. Das Obergeschoss war über eine zweiläufige Treppe zu erreichen. Wände und Decken des Gartensaals waren mit flachen Stuckreliefs verziert.
Westlich des Gutshauses befindet sich ein aus Feldstein errichtetes, verputztes Wirtschaftsgebäude mit Mansarddach.